# Ampliación Chalmita
Ampliación Chalmita är en ort i Mexiko.   Den ligger i kommunen Xochimilco och delstaten Distrito Federal, i den sydöstra delen av landet, 23 km söder om huvudstaden Mexico City. Ampliación Chalmita ligger 2 434 meter över havet och antalet invånare är 352.
Terrängen runt Ampliación Chalmita är kuperad söderut, men norrut är den platt. Runt Ampliación Chalmita är det tätbefolkat, med 411 invånare per kvadratkilometer. Närmaste större samhälle är Iztapalapa, 13,8 km norr om Ampliación Chalmita. Trakten runt Ampliación Chalmita består till största delen av jordbruksmark.